# Dominique Falda
Dominique Falda, auteur et illustrateur français, est l'auteur de plusieurs albums pour enfants aux éditions Nord-Sud et Grandir : Léo et Zoé ou la rencontre du jour et de la nuit (1993), Le rêve de Marcellin (1994), L'enfant et les nuages (1996), Le coffre au trésor (1999).